# Palírna U Zeleného stromu
Palírna U Zeleného stromu a.s. je česká firma zabývající se výrobou lihovin. Vlastníkem společnosti je rodina Haganových a podle časopisu Forbes je největší rodinnou firmou v lihovarnictví v Česku. Výroba probíhá v Prostějově, sídlo firmy je v Ústí nad Labem.
Do jejího výrobního portfolia patří více než stovka produktů. Mezi její nejznámější značky patří Stará žitná myslivecká, rum Heffron, B42V ECCENTRIC VODKA či Hanácká vodka. Je druhým největším výrobcem lihovin v České republice.
Počátky její historie sahají do roku 1518. Jde o unikát nejen v Česku, ale i v rámci celé Evropy, kde neexistuje palírna s delší historií.

## Historie

### Vznik a založení
Dne 4. července 1518 udělil Vilém z Pernštejna právo várečné pro třicet jedna majitelů domů v Prostějově. Mezi nimi byl i Hajný Jež ze Seloutek, majitel domu U Zeleného stromu.

### Právo várečné
Karel z Lichtenštejna rozšířil majitelům šenkovních domů právo vaření piva o monopol na pálení a nálev kořalky.
Palírna přečkala nejen těžké období třicetileté války, nedostatek surovin a rabování vojáků, ale také následné epidemie, které téměř vylidnily město. Přežila i rok 1697, kdy Prostějov postihl nejničivější požár v jeho historii a polovina města byla zničena. Dům s vyobrazením zeleného stromu však zůstal zázrakem nepoškozený. Tento rok byl zároveň počátkem hospodářské recese. Palírna začala znovu prosperovat v roce 1735 s příchodem nového majitele Michala Storcha z Markvartic. Ten, jako lékárník, začal do kvasu přidávat byliny a koření, zejména anýz, a tím položil základy pro recepturu Starorežné.

### Palírna na vrcholu
Na počátku 19. století se Prostějov stal předním producentem lihovin na Moravě s celkovou produkcí přesahující 11 000 hektolitrů. Skutečný rozkvět však nastal v roce 1843, kdy palírnu koupil nový majitel Jakub Vojáček. Za jeho hospodaření dosáhla produkce palírny svého vrcholu.
Po zakoupení domu v dražbě byla palírna úředně povýšena na továrnu. Vojáček se inspiroval výrobou slavné whisky a vylepšil destilační procesy. Dubové sudy, ve kterých Vojáčkova pálenka zrála, se používají i dnes. Po jeho smrti v roce 1858 palírnu s názvem J. Wojaczek, Liquer- und Rum-Fabrik, Prossnitz, převzala jeho rodina, která založila obchodní společnost „J. Vojáčka dědicové“. Pod tímto názvem vedla rodina Vojáčků palírnu i během náročných let první světové války, kdy se jim nedařilo získat lukrativní armádní zakázky. Nicméně díky své vytrvalosti se rodina Vojáčků stala úspěšnými podnikateli.
V roce 1925 se palírna i dům U Zeleného stromu staly majetkem „Družstevního podniku hostinských“, který sdružoval podniky z Hanácké metropole a dalších oblastí. Na reklamních cedulích se začal objevovat symbol s vyobrazením košatého zeleného stromu a siluetou města Prostějov v pozadí.

### Válka a znárodnění
Začátek 2. světové války znamenal pro palírnu období zvýšené produkce a značného úspěchu. Výrazný nárůst tržeb byl výsledkem spojení se svépomocným družstvem hostinských v roce 1939, které se zaměřovalo především na výrobu nealkoholických nápojů. Firma se prakticky téměř zdvojnásobila. V roce 1940 přesáhl obrat 13 milionů korun, což bylo v té době mimořádně vysoké číslo.
Od roku 1941 byly kvůli vysoké spotřebě lihu pro válečné účely zavedeny jeho příděly. Podnik se snažil kompenzovat nedostatek lihu zvýšenou výrobou sodovek a nealkoholických nápojů. Nicméně přišlo udání gestapu, že podnik tajně schovává zásoby lihovin. Palírna U Zeleného stromu byla následně obsazena a prohledána. Díky soudržnosti a odvaze všech zaměstnanců dopadla kontrola naštěstí dobře.
V roce 1946 byla společnost znárodněna a v září už působila jako národní podnik.

### Porevoluční období
Politické a společenské změny v republice v roce 1992 umožnily Starorežné Prostějov privatizaci. V té době firma vyráběla 60 druhů lihovin s produkcí 13 milionů litrů.

### 21. století
V roce 2011 došlo ke spojení Palírny U Zeleného stromu – Starorežná Prostějov s ústeckou likérkou GRANETTE (dříve známou jako KB Likér nebo likérka bratří Eckelmannů), přičemž veškerá výroba byla soustředěna do Prostějova. Nově vzniklá společnost GRANETTE&STAROREŽNÁ Distilleries a.s., se stala největším výrobcem lihovin v České republice s čistě českým kapitálem a jedním z nejvýznamnějších hráčů na českém trhu.
V roce 2017 firma obnovila svůj historický název „Palírna U Zeleného stromu a.s.“. Tímto krokem navázala na téměř 500 let starou tradici palírnictví v Prostějově. Při příležitosti 500 let od svého založení v roce 2018 vznikla první limitovaná a sběratelská edice Stará žitná myslivecká Single Barrel, které bylo vyrobeno pouze 500 kusů. V roce 2019 společnost na trh uvedla značka Heffron – pravý třtinový rum z Panamy a zahájila kampaň s Matějem Ruppertem ke značce Hanácká vodka. Jiří Bartoška se pak v následujícím roce stal tváří whisky Stará žitná myslivecká a v roce 2022 pak pokřtil limitovanou dvanáctiletou whisky. V témže roce společnost přišla na trh s dvěma novinkami: Tuzemák Objevitel a s novinkou Hanácká Trendy, která má pouze 30 % alkoholu.
V roce 2023 se společnost přes svou Hanáckou vodku spojila s festivalem Rock for People. V témže roce nechala vyrobit limitovanou etiketu pro Starou žitnou mysliveckou. Jejím autorem byl ilustrátor Marek Ehrenberger. Etiketa byla vyrobena pouze v 1518 kusech na počest roku vzniku prostějovské Palírny U Zeleného stromu. Také se zapojila do kritiky spotřební daně. Společnost požadovala, aby vláda měřila stejným metrem všem výrobcům lihovin.

## Produkty
Průměrná roční produkce firmy dosahuje 100 tisíc hektolitrů alkoholických nápojů, které kromě Česka putují do dalších dvaceti zemích na pěti kontinentech. Export tak činí téměř 12 % její celkové produkce alkoholu.
Palírna vyrábí vlastní destiláty a v dřevěných sudech tu dozrávají i dovezené lihoviny. Vlajkovou lodí je Stará Žitná Myslivecká (3 produktové řady), rum Heffron, Hanácká vodka, vodka B42V a Vaječný sen.

### Stará žitná myslivecká
Stará myslivecká patří v Česku mezi vůbec nejoblíbenější značky lihovin. Pravidelně se umisťuje v TOP 5 nejprodávanějších značek.
Základem značky Stará žitná myslivecká je ušlechtilý žitný destilát, který je uložen v dubových sudech. Značka se pyšní bohatou historií sahající až do 16. století. Po celou tuto dobu si zachovala principy svého tradičního výrobního postupu podle originální české receptury. V roce 1847 se začala vyrábět průmyslově ve velkém objemu v likérce bratří Eckelmannů v Krásném Březně. Ačkoli se žitná pálenka vyráběla v Českém království již dříve regionálně, teprve s rozvojem velkovýroby se její produkce rozšířila i za hranice. Původně se tento nápoj jmenoval Stará žitná, ale díky etiketě s vyobrazeným správcem majetku a polností s jeho typickou zelenou kamizolou a kloboukem, který nosil, mu lidé sami začali dávat přídomek „myslivecká“. Její základ tvořil žitný destilát a pouze ve vybraných výrobcích je doplněn o přírodní extrakty ze sušeného sadového ovoce. Celá receptura je utajená a uložena v trezoru. Přístup k ní mají pouze tři lidé. Výjimečně jemnou chuť získávají výrobky během zrání v dřevěných dubových sudech. Originální chutí s dotykem čerstvě posečeného žita vynikají whisky, které zrají čtyři, sedm a single barrely více než osm roků.
Řemeslo destilatérů se dědí z generace na generaci. Současný blend master, Roman Petruš, osobně pečuje a dohlíží na finální kvalitu surovin a destilátů.
Za dobu své existence vyhrála značka Stará žitná myslivecká mnoho ocenění na mezinárodních výstavách a potvrdila tak nejvyšší kvalitu získáním zlatých medailí z Londýna, Hong Kongu, Varšavy, španělské Vitorie a Japonska.

### Heffron
Pravý třtinový rum Heffron je součástí sortimentu české Palírny U Zeleného stromu od roku 2019. Název rumu zachovává myšlenku uctění československých legionářů. Heffron byla loď, která legionáře přepravovala z Panamy domů. Tato loď se stala vizuálním symbolem celé značky. Jde o směs importovaných pětiletých panamských rumů o „síle“ 38 procent. V roce 2023 se na etiketách limitované edice Heffron 5YO objevili čeští letci Karel Kuttelwascher, Josef František a Alois Vašátko, kteří sloužili v jednotkách britské Royal Air Force během druhé světové války. Tím značka Heffron již počtvrté vzdala poctu české odvaze.

### Hanácká vodka
Hanácká vodka je česká, slovanská vodka a je jednou z nejstarších vodek na světě. Pro svou čistotu se původně nazývala „vodička“. Více než 500 let se vyrábí ve stejném městě, v Prostějově. Její výrobu charakterizuje použití prostějovské vody, jemného lihu a šestinásobná filtrace přes aktivní uhlí. Stabilní kvalita % alkoholu produktu byla historicky zajišťována měřením obsahu alkoholu hustoměrem pomocí stříbrného pražského groše. Tento fakt je také zdrojem názvu Hanácká vodka „Silver“.

### B42V ECCENTRIC VODKA
Na začátku roku 2023 firma rebrandovala původní značkové jméno BLEND 42 VODKA a přejmenovala jej na B42V ECCENTRIC VODKA. Společnost tak reagovala na potřeby zákazníků a trendů na trhu. Obsah a výrobní proces vodky zůstaly nezměněné. Stále se jedná o blend tří druhů obilných lihů, jejichž poměr je upravován na 42 % alkoholu s dvojitou filtrací jemným aktivním uhlím z kokosových ořechů. Vodka se vyrábí kombinací tří druhů obilných lihů, které přispívají ke stabilní kvalitě, čistotě a jemným senzorickým vlastnostem.

## Ocenění
Výrobky firmy jsou pro svou chuťovou kvalitu oceňovány medailemi na světových soutěžích a i díky tomu firma své značky vyváží.
2020
- Na mezinárodní soutěži v Londýně „The Spirits Business World Whisky Masters 2020“ získala Stará žitná myslivecká nejvyšší možné ocenění Master. V konkurenci 73 vybraných whisek předčila nejkvalitnější světové výrobce.[29]

2021
- V mezinárodní designové soutěži „Design Award and Competition“ získal rum Heffron stříbrnou medaili v kategorii Cena za design obalů 2020–2021.[38]

2022
- V rámci soutěže získala ocenění „Obal roku“ za nejhezčí obal u prémiových likérů Granette Premium Liqueur. Soutěž pořádá Obalový institut Syba a je certifikována globální obalovou organizací World Packaging Organisation.[39]

- Whisky Stará žitná myslivecká Bourbon Cask Reserve získala na světové degustační soutěži The Spirits Business World Whisky Masters 2022 zlatou medaili v kategorii evropských blendovaných whisek.[40][41][42]

2023
- Světové zlato získala Stará žitná myslivecká ve světové soutěži Japan Awards se svou variantou Bourbon Cask Reserve a sedmiletou Selection v kategorii whisky.[43]